# Cyberfront
Cyberfront Corporation (株式会社サイバーフロント Kabushiki gaisha Saibāfuronto?) var en datorspelsutvecklare och -utgivare som var baserad i Hatchōbori, Chūō, Tokyo i Japan. Företaget grundades den 11 augusti 1998, köptes upp av Kaga Electronics i mars 2013, och lades ner den 19 december samma år.
Cyberfront gav bland annat ut visuella romaner, strategispel och förstapersonsskjutare, och lokaliserade flera västerländska datorspel för den japanska marknaden.

## Spel

### Utvecklade
- Memories Off 5: Encore (2007. Utvecklad i samarbete med KID)
- 12 Riven: The Ψcliminal of Integral (2008. Utvecklad i samarbete med KID och SDR Project)
- Code_18 (2011)
- Ever 17 360 (2011. Utvecklad i samarbete med 5pb., baserad på KID:s Ever 17: The Out of Infinity)

### Utgivna

#### Lokaliserade
- Police Quest: SWAT 2 (1999. Utvecklad av Yosemite Entertainment)
- SWAT 3: Close Quarters Battle (1999. Utvecklad av Sierra Northwest)
- Olympens härskare (2000. Utvecklad av Impressions Games)
- Civilization III (2001. Utvecklad av Firaxis Games)
- Europa Universalis II (2001. Utvecklad av Paradox Development Studio)
- Alone in the Dark: The New Nightmare (2001. Utvecklad av Darkworks)
- Serious Sam: The First Encounter (2001. Utvecklad av Croteam)
- Serious Sam: The Second Encounter (2002. Utvecklad av Croteam)
- No One Lives Forever (2002. Monolith Productions)
- Unreal II: The Awakening (2003. Utvecklad av Legend Entertainment)
- Victoria: An Empire Under the Sun (2003. Utvecklad av Paradox Development Studio)
- Counter-Strike: Source (2004. Utvecklad av Valve Corporation)
- Civilization IV (2005. Utvecklad av Firaxis Games)
- Hearts of Iron II: Doomsday (2005. Utvecklad av Paradox Development Studio)
- Serious Sam II (2005. Utvecklad av Croteam)
- Day of Defeat: Source (2005. Utvecklad av Valve Corporation)
- Half-Life 2: Episode One (2006. Utvecklad av Valve Corporation)
- Civilization IV: Warlords (2006. Utvecklad av Firaxis Games)
- Sid Meier's Railroads! (2006. Utvecklad av Firaxis Games)
- Victoria: Revolutions (2006. Utvecklad av Paradox Development Studio)
- Europa Universalis III (2007. Utvecklad av Paradox Development Studio)
- Hearts of Iron: Anthology (2007. Utvecklad av Paradox Development Studio)
- Civilization IV: Beyond the Sword (2007. Utvecklad av Firaxis Games)
- Civilization IV: Colonization (2008. Utvecklad av Firaxis Games)
- Sengoku: Way of the Warrior (2011. Utvecklad av Paradox Development Studio)
- Postal III (2011. Utvecklad av Running With Scissors)
- Doom 3 (2012. Utvecklad av Id Software)

#### Japanska
- Neon Genesis Evangelion: Girlfriend of Steel (1998. Utvecklad av Gainax)
- Fantastic Fortune (2000, 2001. Utvecklad av Fujitsu)
- Fantastic Fortune 2 (2003. Utvecklad av Fujitsu)
- A-Train: The 21st Century (2003. Utvecklad av Artdink)
- A-Train 4 XP (2004. Utvecklad av Artdink)
- Fushigi no Umi no Nadia: Inherit the Blue Water (2005. Utvecklad av Jinx)
- A-Train 7 (2005. Utvecklad av Artdink)
- Castle of Shikigami III (2006. Utvecklad av Alfa System och SKONEC)
- Secret of Evangelion (2006. Utvecklad av Reikisshu)
- Princess Maker 4 (2006. Utvecklad av Gene X)
- Princess Maker 5 (2007. Utvecklad av Gainax)
- A-Train 8 (2008. Utvecklad av Artdink)
- A-Train 9 (2010. Utvecklad av Artdink. I Storbritannien känd som The Train Giant och i Tyskland som Der Bahn Gigant)